# Super Mario Maker (série)
Super Mario Maker (スーパーマリオメーカ, Sūpā Mario Mēkā) é uma série de jogos eletrônicos de plataforma e sistemas de criação de jogos desenvolvidos pela Nintendo EAD e publicados pela Nintendo. A série é derivada da série principal Super Mario. Nos jogos da série, o jogador pode criar fases personalizadas utilizando itens e recursos de jogos anteriores, como Super Mario Bros., Super Mario Bros. 3, Super Mario World e New Super Mario Bros. U, bem como jogar fases criadas pela comunidade ou pré-instaladas, criadas pelos desenvolvedores do jogo.
A série inclui três títulos. O primeiro jogo, Super Mario Maker, foi lançado para o Wii U em 2015. Uma versão do jogo foi lançada para o Nintendo 3DS em 2016, intitulada Super Mario Maker for Nintendo 3DS. Em 2019, a sequência para o primeiro jogo, intitulada Super Mario Maker 2, foi lançada exclusivamente para Nintendo Switch. Super Mario Maker obteve sucesso crítico e comercial, recebendo uma nota de agregada de 88 no Metacritic e vendendo um total de 4 milhões de unidades. Super Mario Maker for 3DS não foi tão bem-recebido pela crítica, acumulando uma nota de 73 no Metacritic, e vendeu mais de 2 milhões de cópias.

## Jogos
| 2015 | Super Mario Maker                  |
| 2016 | Super Mario Maker for Nintendo 3DS |
| 2017 |                                    |
| 2018 |                                    |
| 2019 | Super Mario Maker 2                |

### Super Mario Maker(2015)
Super Mario Maker é o primeiro jogo da série, lançado para o Wii U no Japão em 10 de setembro de 2015, na América do Norte e Europa em 11 de setembro de 2015 e na Austrália em 12 de setembro de 2015.[carece de fontes?] O jogo permite a criação de fases customizadas utilizando elementos de Super Mario Bros., Super Mario Bros. 3, Super Mario World e New Super Mario Bros. U e o compartilhamento das mesmas online. Uma campanha offline contendo 10 fases também é incluída. Os jogadores podem baixar e jogar as fases de outros jogadores. Em maio de 2016, a Nintendo anunciou que mais de 7,2 milhões de fases já haviam sido criadas, e jogadas mais de 600 milhões de vezes. O jogo recebeu "críticas geralmente positivas" segundo o Metacritic, com uma média de 88 de 100. Cerca de 4 milhões de cópias haviam sido vendidas até dezembro de 2018.

#### Super Mario Maker for Nintendo 3DS(2016)
Super Mario Maker for Nintendo 3DS foi lançado para o Nintendo 3DS no Japão em 1 de dezembro de 2016, na América do Norte e Europa em 2 de dezembro de 2016 e na Austrália em 3 de dezembro de 2016.[carece de fontes?] O jogo inclui temas dos jogos Super Mario Bros., Super Mario Bros. 3, Super Mario World e New Super Mario Bros. Uma campanha offline melhorada foi adicionada ao jogo, contendo 88 fases. Apesar de o jogo ter sido elogiado por seu editor muito similar ao da versão para o Wii U, foi duramente criticado por excluir a funcionalidade online do jogo, restringindo o compartilhamento de fases com outros jogadores ao StreetPass ou localmente, e não permitindo o compartilhamento de fases entre o 3DS e o Wii U. O jogo recebeu "críticas mistas ou medianas" segundo o Metacritic, com uma média de 73 de 100. Mesmo com as duras críticas, Super Mario Maker for Nintendo 3DS vendeu 2,34 milhões de unidades até março de 2017.

### Super Mario Maker 2(2019)
Durante a Nintendo Direct de 13 de fevereiro de 2019, Super Mario Maker 2 foi anunciado para o Nintendo Switch como uma sequência direta para o jogo original. Além dos temas de Super Mario Bros., Super Mario Bros. 3, Super Mario World e New Super Mario Bros. U, Super Mario Maker 2 introduz o tema de Super Mario 3D World, versão bidimensional do jogo, originalmente em três dimensões. O jogo também inclui novos elementos ausentes em Super Mario Maker para o Wii U, como rampas e direção modificável de rolagem automática, bem como novos inimigos, ferramentas e itens, muitos originários de Super Mario 3D World no Wii U, como tubos transparentes e a "Roupa de Gato" (Cat Suit). Lançado em 28 de junho, o jogo foi bem aclamado pela crítica, e mais de 4 milhões de fases estão nos servidores da Nintendo.